# Jean-Guillaume Virchaux
Jean-Guillaume Virchaux (né en 1739 à Saint-Blaise, canton de Neuchâtel, alors principauté prussienne - décédé après avril 1792) est un libraire, éditeur et activiste politique suisse des Lumières et de la Révolution française.

## Biographie
Fils de David Virchaux et de Suzanne L'Ecuyer, Jean-Guillaume Virchaux doit chercher fortune à l'étranger. En 1765, il s'installe à Kiel où il épouse Ursula Hesse, qui décède deux ans plus tard à Hambourg, ville où le couple s'est établi. Il y entame une carrière de précepteur de langue française avant de devenir libraire et marchand d'estampes en 1778 et favorise la diffusion des idées des Lumières à travers l'Europe du Nord. En décembre 1779, il s'associe avec le libraire Benjamin Gottlob Hoffmann et épouse Maria Catharina Flindt, native de Hambourg et s'intègre à la société allemande. 
Cependant, fidèle à ses origines helvétiques, il noue des relations commerciales avec Samuel Fauche, imprimeur-libraire à Neuchâtel, et prend comme apprenti Abraham-Louis Fauche (Borel), fils de son correspondant à correspondant à la Société typographique de Neuchâtel. Sa demeure devient un centre culturel influent de Hambourg, attirant les esprits éclairés de l'époque. En 1778, il réclame à la STN des ouvrages scandaleux et libertins. Mais il imprime et diffuse principalement des ouvrages littéraires, pédagogiques et politiques tels que ceux de Joachim Heinrich Campe, Jacques Necker, Jean-Jacques Rousseau, Linguet et de l’abbé Mably, ainsi que des réimpressions pirates du Mercure de France. Il attache un grand soin au travail de typographie, à la qualité du papier et de manière générale offre des éditions de grandes qualités à un public aisé et à la noblesse de l'Europe du Nord. Il projette un temps de lancer une gazette, Écho politique et littéraire du Nord, et demande à Adrien Chrétien Friedel de lui procurer des nouvelles croustillantes de la capitale française ainsi que tous les ouvrages qui font scandale à Paris, ainsi les Liaisons dangereuses de Laclos qu'il propose de faire traduire en allemand.
En 1785, Virchaux fait faillite en raison de la concurrence, notamment d'Ambroise Daclin et de Pierre-François Fauche. Son fonds est racheté par son associé Chaidron, puis par Samuel Fauche. Il se tourne alors vers le commerce international et voyage en Europe du Nord, en Allemagne et aux Pays-Bas, jusqu'à Saint-Pétersbourg. En 1789, il s'installe brièvement en Angleterre, collaborant avec Knight & Co., avant de s'établir à Amsterdam en 1790. Il explore des projets industriels en France et s'installe à Lille, puis à Paris en 1791.

## Activisme politique
En 1791, Virchaux rejoint le club des Cordeliers à Paris et devient secrétaire-greffier. Il joue un rôle central dans l'organisation de la manifestation du Champ-de-Mars du 17 juillet 1791, réclamant la destitution de Louis XVI après sa fuite à Varennes. Arrêté sur ordre du maire Jean-Sylvain Bailly, il est emprisonné à la prison de l'Abbaye jusqu'au 31 août 1791. Sa libération est obtenue grâce à la Société des Amis de la Constitution et au soutien de Jean-Jacques Rutledge et Collot d'Herbois. Révolté par cet épisode de détention qu'il juge arbitraire, Virchaux publie  une brochure sur la  Violation de la loi par le comité des recherches de l'Assemblée constituant, critiquant les abus de cet organe. Il se montre partisan d'une France révolutionnaire républicaine et universaliste. Ainsi, le 18 décembre 1791, il soutient l'entrée en guerre de la France et offre un sabre de Damas au premier général victorieux contre les ennemis de la liberté.
À la suite d'une scission avec les Cordeliers, il rejoint le Club de la Vieille Monnaie, qui conserve son nom de "Société des Amis des droits de l'homme et du citoyen", où il conserve son poste de secrétaire.
En 1792, Virchaux propose au maire de Paris un projet de création d'écoles de filature, suggérant de recruter des familles allemandes pour former les élèves. Sa proposition est cependant rejetée par le Département des Établissements publics. Après cette date, aucune trace de Virchaux n'est retrouvée. Ses biographes le font mourir à Paris la même année. 
L'un de ses fils, Henri Théodore Virchaux (1781-1828), s'établit aux États-Unis et devient imprimeur à Philadelphie.